# Contea di Robertson (Texas)
La contea di Robertson in inglese Robertson County è una contea dello Stato del Texas, negli Stati Uniti. La popolazione al censimento del 2010 era di 16 622 abitanti. Il capoluogo di contea è Franklin. La contea è stata creata nel 1837 ed organizzata l'anno successivo. Il suo nome deriva da Sterling Clack Robertson (1785–1842), uno dei primi coloni che firmò la Dichiarazione d'indipendenza del Texas.

## Geografia
| Anno | Popolazione | ±%     |
| ---- | ----------- | ------ |
| 1850 | 934         | Note:  |
| 1860 | 4,997       | 435.0% |
| 1870 | 9,990       | 99.9%  |
| 1880 | 22,383      | 124.1% |
| 1890 | 26,506      | 18.4%  |
| 1900 | 31,480      | 18.8%  |
| 1910 | 27,454      | −12.8% |
| 1920 | 27,933      | 1.7%   |
| 1930 | 27,240      | −2.5%  |
| 1940 | 25,710      | −5.6%  |
| 1950 | 19,908      | −22.6% |
| 1960 | 16,157      | −18.8% |
| 1970 | 14,389      | −10.9% |
| 1980 | 14,653      | 1.8%   |
| 1990 | 15,511      | 5.9%   |
| 2000 | 16,000      | 3.2%   |
| 2010 | 16,622      | 3.9%   |

Secondo l'Ufficio del censimento degli Stati Uniti d'America la contea ha un'area totale di 865 miglia quadrate (2240 km²), di cui 856 miglia quadrate (2220 km²) sono terra, mentre 9,7 miglia quadrate (25 km², corrispondenti all'1,1% del territorio) sono costituiti dall'acqua.

### Strade principali
- U.S. Highway 79
- U.S. Highway 190
- State Highway 6
- State Highway 7
- State Highway 14

### Contee adiacenti
- Limestone County (nord)
- Leon County (nord-est)
- Brazos County (sud-est)
- Burleson County (sud)
- Milam County (sud-ovest)
- Falls County (nord-ovest)